# Cerco de Dammaj
Cerco de Dammaj começou em outubro de 2011 quando os Houthis, um grupo rebelde liderado pelos xiitas que controlam a província de Sadá, acusaram os salafistas sunitas leais ao governo iemenita de contrabandear armas para seu centro religioso na cidade de Dammaj e exigiram que eles entregassem suas armas e postos militares na cidade. Como os salafistas recusaram, os rebeldes houthis reagiram impondo um cerco a Dammaj, fechando as principais entradas que levavam à cidade. A cidade foi controlada pelos houthis e os combates foram centrados principalmente na escola religiosa de Dar al-Hadith, que é dirigida pelos salafistas, embora seu fundador (imã Muqbil bin Hadi al-Wadi'i) tenha rejeitado Osama bin Laden na década de 1990. Os salafistas de Dammaj e o imã de Dar al-Hadith, Sheikh Yahya Hajoori, declararam que são totalmente contra a al-Qaeda e tudo o que eles representam.
Em dezembro de 2011, foi assinado um cessar-fogo em que ambos os lados concordaram temporariamente com a remoção de todos os postos de controle e barreiras militares em torno de Dammaj. Homens armados neutros das tribos Hashid e Bakil são implantados em torno da cidade para garantir que ambos os lados aderissem ao cessar-fogo. No entanto, combates irromperam novamente em outubro de 2013, quando houthis bombardearam uma mesquita salafista e a escola religiosa adjacente, antecipando um ataque dos combatentes salafistas que se reuniram em Dammaj. Os combatentes houthis avançaram posteriormente e assumiram muitas posições evacuadas pelos combatentes salafistas armados na área do distrito de Kitaf wa Al Boqe'e, ao norte da cidade de Sadá, e subsequentemente explodem a simbólica escola religiosa de Dar al-Hadith.
Um cessar-fogo foi mediado pelo governo iemenita sob o presidente Abdrabbuh Mansur Hadi em janeiro de 2014. Como parte do cessar-fogo, tropas iemenitas foram enviadas para a cidade de Dammaj e evacuaram todos os combatentes salafistas e suas famílias, bem como estudantes estrangeiros para os vizinhos Al Hudaydah e Sana'a, entregando a vitória aos houthis.